# ایان گومز
ایان گومز (انگلیسی: Ian Gomez؛ زادهٔ ۲۷ دسامبر ۱۹۶۴) هنرپیشه اهل ایالات متحده آمریکا است. وی از سال ۱۹۹۳ میلادی تاکنون مشغول فعالیت بوده‌است.
از فیلم‌هایی که وی در آن نقش داشته‌است، می‌توان به عروسی یونانی پرریخت‌وپاش و بزرگ من، کانی و کارلا، اد تی‌وی، دیکی رابرتس: ستاره کودک سابق، زندگی من در ویرانه‌ها، لری گی و تا تو بودی اشاره کرد.